# آغا الجويني القزويني
آغا الجويني القزويني (1247 هـ - 1307 هـ). هو رجل دين شيعي فارسي من أهل قزوين. ذكره محسن الأمين في أعيان الشيعة، ولم يفصل الحديث عنه.

## مؤلفاته
- رسالة المواريث.[1]

### كتب
- أعيان الشيعة. محسن الأمين، طبع بيروت - لبنان، تاريخ الطبع مفقود، منشورات دار التعارف.

### إشارات مرجعية
1. 1 2  
الأمين، محسن. أعيان الشيعة - ج2. ص. 87. مؤرشف من الأصل في 2019-12-08.